# U-Bahnhof Rosa-Luxemburg-Platz

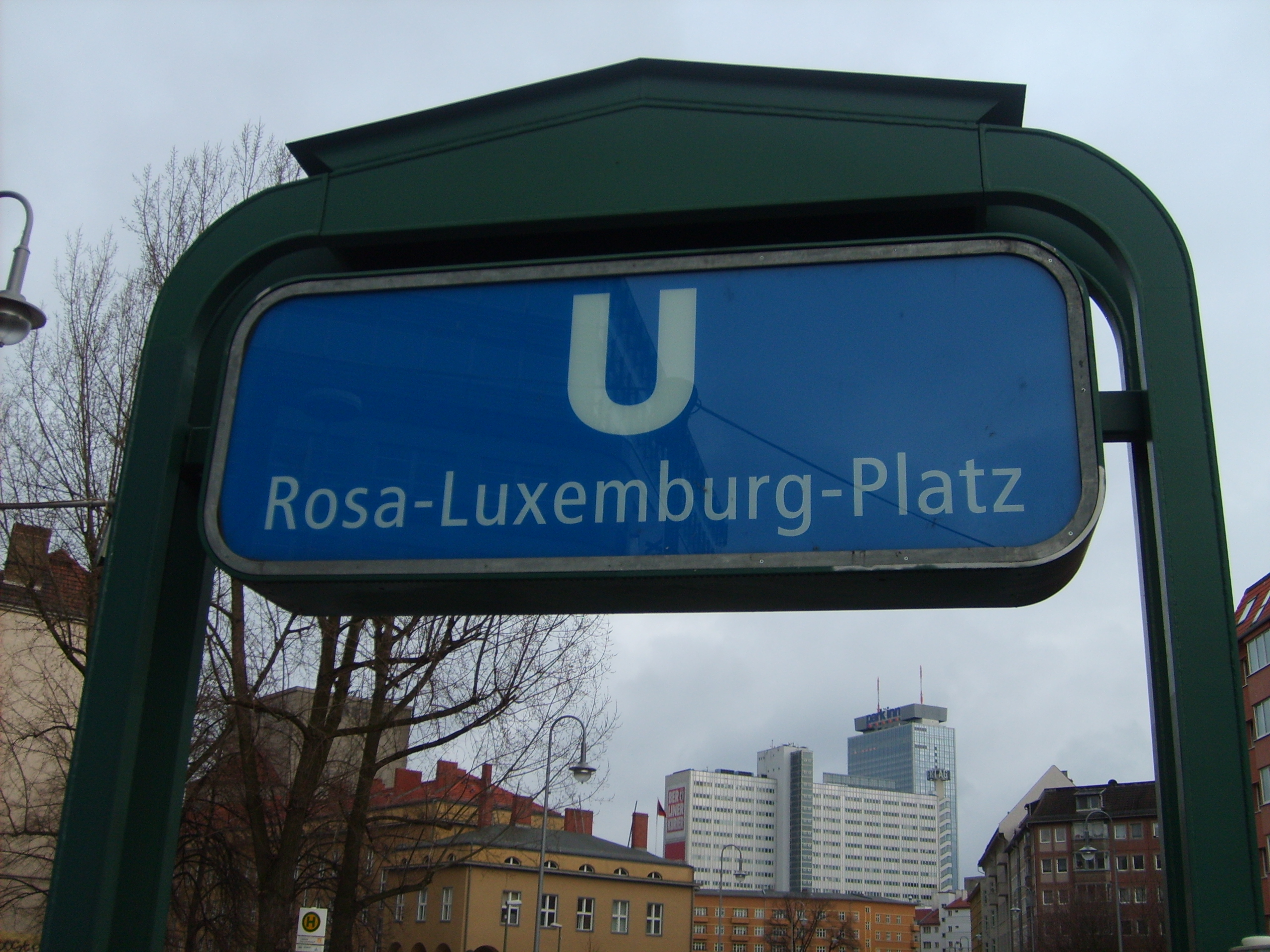
Eingang zum U-Bahnhof Rosa-Luxemburg-Platz an der Torstraße

Der Bahnhof Rosa-Luxemburg-Platz ist eine Station der Berliner U-Bahn am Rosa-Luxemburg-Platz im Berliner Ortsteil Mitte. Er wird von der Linie U2 bedient. Der Bahnhof wurde am 27. Juli 1913 im Zusammenhang mit der Streckeneröffnung Alexanderplatz – Nordring in Betrieb genommen und wird im Bahnhofsverzeichnis der BVG unter Lu geführt. Er ist 813 Meter vom U-Bahnhof Alexanderplatz und 595 Meter vom U-Bahnhof Senefelderplatz entfernt. Der Mittelbahnsteig ist 7,6 Meter breit und 110,1 Meter lang, die Halle ist 2,7 Meter hoch. Aufgrund seiner geringen Tiefe unterhalb der Straßendecke von vier Metern wird er als Unterpflasterbahnhof bezeichnet.

## Geschichte

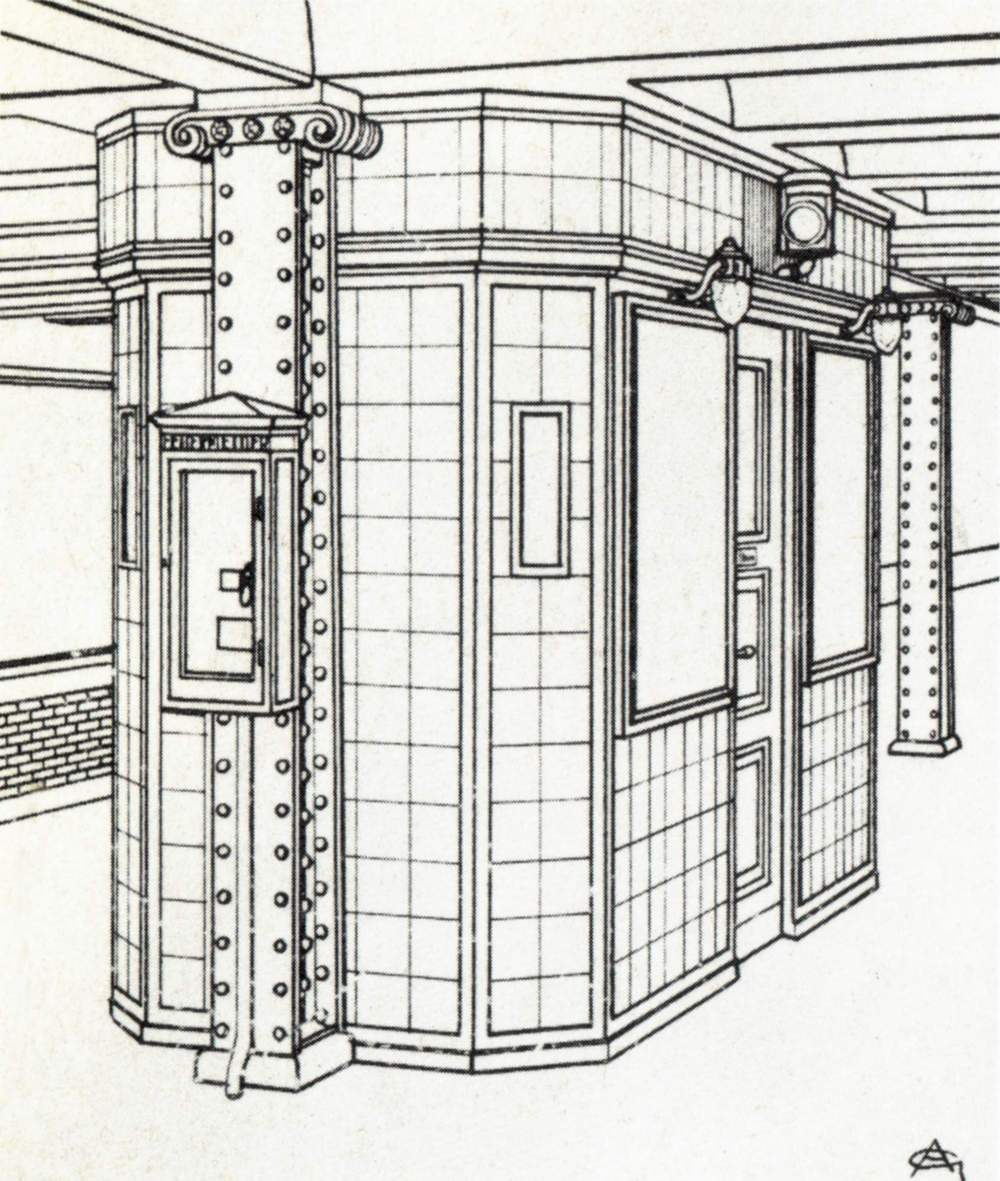
Der Hausarchitekt der Hochbahngesellschaft, Alfred Grenander, entwarf alles bis zum letzten Detail für den U-Bahnhof – hier ein Betriebshäuschen

### Planung und Bau
Die Hochbahngesellschaft als Betreiberin der Berliner Hoch- und Untergrundbahn hatte, um ihre marktwirtschaftlichen Ziele zu erreichen, schon seit dem Bau der U-Bahn geplant, das Zentrum Berlins um den Alexanderplatz zu erschließen. Zunächst wurde jedoch 1902 die Hochbahn zwischen Warschauer Brücke, Potsdamer Platz und Zoologischer Garten eröffnet, eine Anbindung des Alexanderplatzes war noch nicht gegeben, zumindest gab es die Verlängerungsmöglichkeit vom Potsdamer Platz aus. Diese nahm die Hochbahn dann auch alsbald in Angriff, die Bauarbeiten für den ersten Abschnitt der neuen „Centrumslinie“ zwischen Potsdamer Platz und Spittelmarkt begannen im November 1906 und waren bis 1908 fertiggestellt. Es fehlte noch der Abschnitt zwischen Spittelmarkt und Alexanderplatz.
Die Pankower Gemeindeverwaltung hatte bereits 1905 eine Anbindung ihrer Gemeinde gefordert, die staatliche Genehmigung für eine Strecke vom Spittelmarkt via Alexanderplatz zum Bahnhof Nordring der Ringbahn folgte bereits am 22. Dezember 1907. Die Bauarbeiten begannen im März 1910. Aufgrund der erheblichen Kosten für die unterirdische Strecke am Spittelmarkt einerseits und nicht verlegbarer Sammelkanäle in der Schönhauser Allee andererseits plante die Hochbahngesellschaft, nicht die komplette Strecke unterirdisch zu bauen – zumindest zwei Bahnhöfe sollten als Hochbahnhöfe ausgeführt werden. Für die Strecke Alexanderplatz – Nordring waren insgesamt vier Bahnhöfe geplant:
- Schönhauser Tor (heute: Rosa-Luxemburg-Platz)
- Senefelderplatz
- Danziger Straße (jetzt: Eberswalder Straße)
- Nordring (jetzt: Schönhauser Allee)

Bis zum 1. Juli 1913 war die Strecke zwischen Spittelmarkt und Alexanderplatz fertiggestellt. Nur wenige Wochen später folgte der zweite, 3,3 Kilometer lange Abschnitt zwischen Alexanderplatz und Nordring. Die Trasse folgt hinter dem Bahnhof Alexanderplatz zunächst der Alexanderstraße, um in weiteren engen Kurven über die Kaiser-Wilhelm-Straße und den Bülowplatz zur damaligen Hankestraße (jetzt: nordwestlicher Teil der Rosa-Luxemburg-Straße) zu kommen. Unter dieser liegt der Bahnhof Schönhauser Tor, der erste der neuen Strecke. Im Rahmen des U-Bahn-Baus mussten Teile des ehemaligen Scheunenviertels abgerissen und neu bebaut werden. Im weiteren Verlauf folgt die Strecke dem geradlinigen Verlauf der Schönhauser Allee, etwa auf Höhe der Franseckistraße (jetzt: Sredzkistraße) steigen die Züge auf einer Rampe hinauf, um zum Hochbahnabschnitt zu gelangen. Den vorläufigen Abschluss fand die Strecke am oberirdischen Bahnhof Nordring, wo ein bequemes Umsteigen zur Ringbahn möglich war.

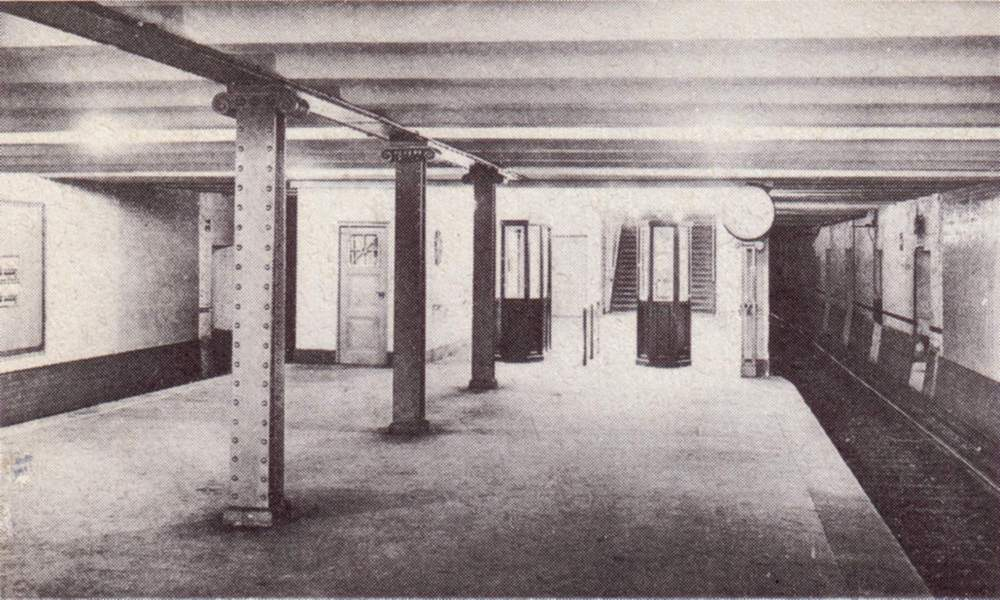
Der U-Bahnhof Schönhauser Tor wurde am 27. Juli 1913 in Betrieb genommen

### Architektur und Eröffnung
Die Gestaltung der Bahnhöfe übernahm der Hausarchitekt der Hochbahngesellschaft, Alfred Grenander. Dieser konzipierte die Bahnhöfe in seiner klaren Sachlichkeit und orientierte sich dabei stark an den vorigen Bahnhöfen der Strecke Potsdamer Platz – Spittelmarkt. So übernahm er auch die Farbreihenfolge der Bahnhöfe: So wie der Bahnhof Hausvogteiplatz die Farbe Gelb erhielt, bekam auch der Bahnhof Schönhauser Tor eine gelbe Farbgestaltung. Das hieß, dass sowohl die Farben der Fliesenriemchen als auch die Stützen in Gelb gehalten waren, die Hintergleiswände erhielten hellgraue, kleine Fliesen. Der Bahnhof, der als einfache Durchgangsstation angelegt war, ist von der Form her dem Nachbarbahnhof Senefelderplatz sehr ähnlich. Beide erhielten nahezu gleiche schmiedene Eingangsportale, die auf kleinen Straßeninseln den Zugang zum Bahnsteig ermöglichten.
Nach der Eröffnung der Strecke zwischen Alexanderplatz und Nordring am 27. Juli 1913 fuhren die Züge der Linie A von Bahnhof Schönhauser Tor – das nach dem gleichnamigen, früher nicht weit entfernten Stadttor benannt war – im Westen bis zum Charlottenburger  Wilhelmplatz, im Norden bis zum Bahnhof Nordring.

### 1933–1945
Am 1. Mai 1934 erhielten der Bahnhof und der benachbarte Bülowplatz den Namen Horst-Wessel-Platz nach dem von den Nationalsozialisten zum Volkshelden hochstilisierten Horst Wessel.
Im Zweiten Weltkrieg trug auch der Bahnhof Schäden davon. In einer Verdunkelungsaktion mussten die Scheinwerfer der Hochbahnzüge abgedunkelt und die Bahnhofsbeleuchtung reduziert werden. Infolge der zahlreichen alliierten Bombenangriffe, die besonders die Linie A zwischen Ruhleben und Pankow trafen, musste der Zugbetrieb oft eingestellt oder verkürzt werden. Der Bahnhof selbst wurde am 16. April 1945 getroffen, Fliegerbomben richteten erheblichen Schaden an. Spätestens seit Mitte April war der Zugverkehr eingestellt, da kein Fahrstrom mehr zur Verfügung stand. Aufgrund des leichten Anstiegs zwischen den Bahnhöfen Alexanderplatz und Horst-Wessel-Platz konnte das Wasser des Landwehrkanals, das über den Nord-Süd-Tunnel der S-Bahn, die Bahnhöfe Friedrichstraße und Stadtmitte zur Linie A kam, nicht bis zum Bahnhof gelangen und ihn überfluten.

### Nachkriegszeit
Die ersten U-Bahn-Züge fuhren schon am 14. Mai 1945 wieder auf den Linien C und D um den Hermannplatz. Am 26. Mai 1945 konnte der erste Pendelverkehr zwischen Schönhauser Allee und Alexanderplatz aufgenommen werden. Bei der Betriebsaufnahme erhielt der Bahnhof Horst-Wessel-Platz seinen ursprünglichen Namen Schönhauser Tor wieder zurück, der alte Namen war unter den aufgeschraubten Stationsschildern noch zu sehen. Ab dem 1. August 1945 war wieder ein Umlaufbetrieb zwischen Pankow (Vinetastraße) und Alexanderplatz möglich. In den nächsten Wochen und Monaten konnten zahlreiche Bahnhöfe wiedereröffnet werden, sodass am 15. September 1946 ein vollständiger Zugverkehr zwischen Ruhleben und Pankow möglich war, wenn auch einzelne Bahnhöfe wie beispielsweise der Bahnhof Kaiserhof erst im Jahr 1950 wieder in Betrieb gingen.

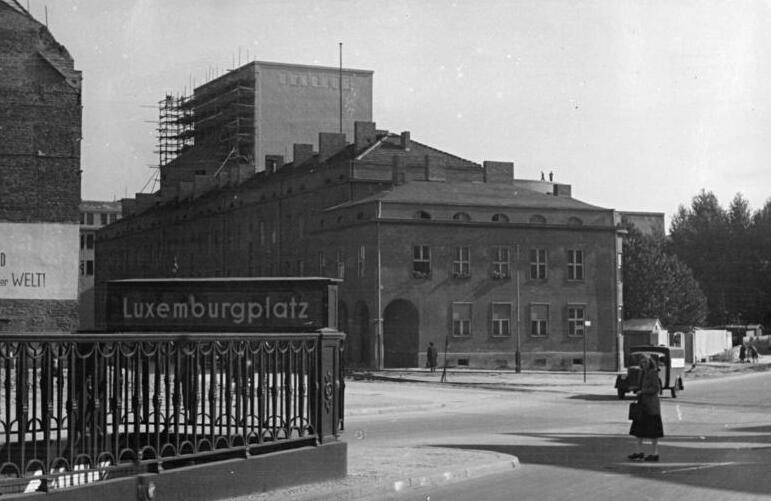
Eingang zum U-Bahnhof Luxemburgplatz (1951)

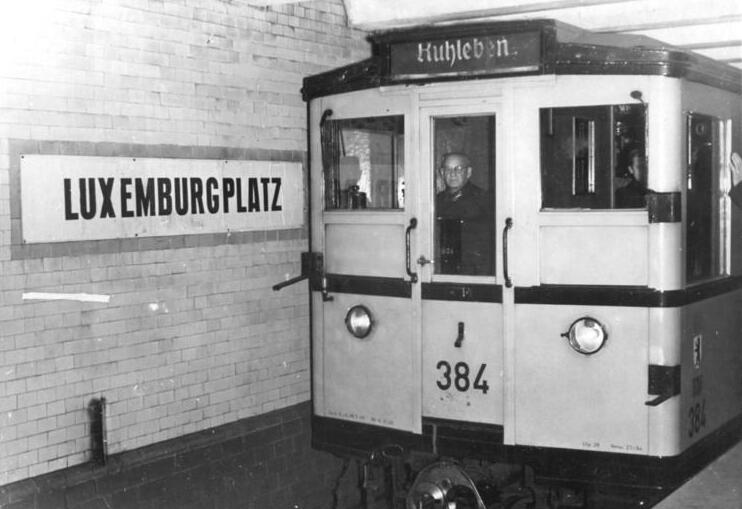
Beschriftung Luxemburgplatz

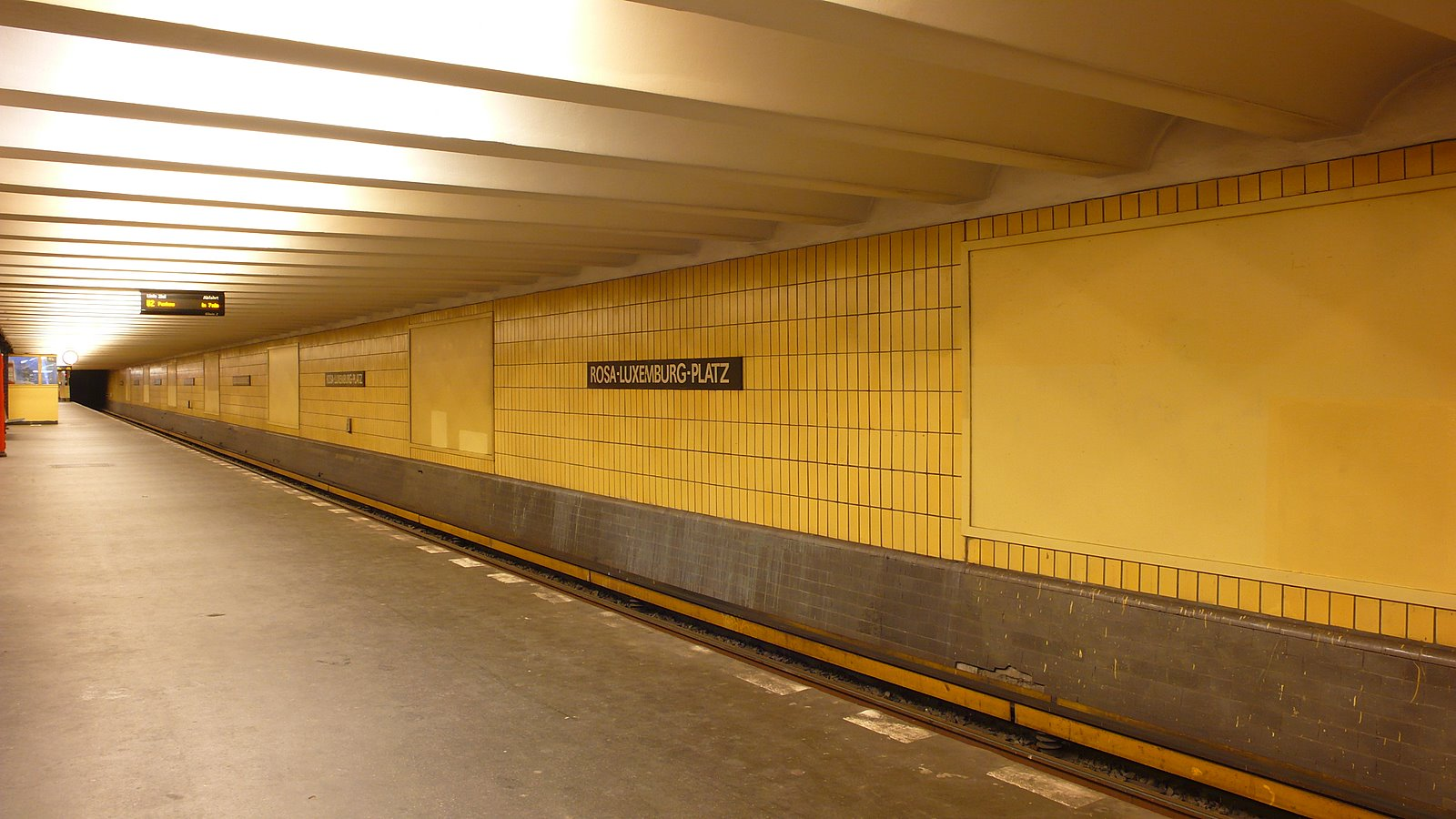
Seit den 1970er Jahren zieren große gelbe Fliesen den Bahnhof

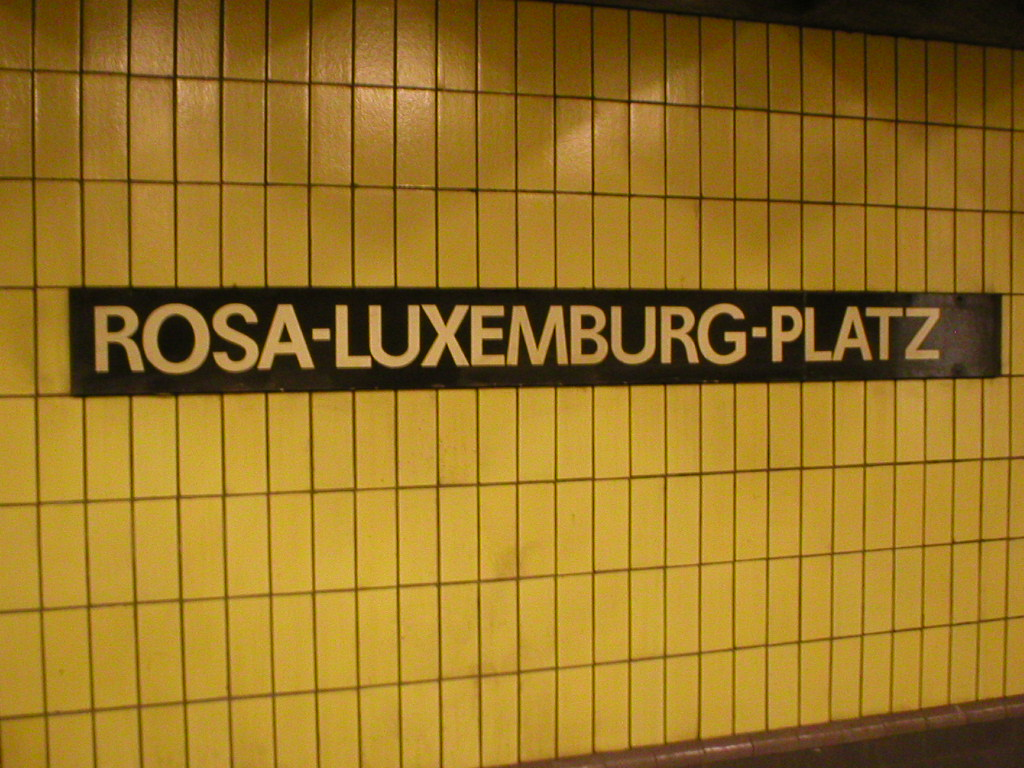
Seit dem 1. Mai 1978 trägt der Bahnhof zur Verdeutlichung der Namensgeberin zusätzlich den Vornamen Rosa

### Der Bahnhof während der deutschen Teilung
Am 1. Mai 1950 benannte man den Bahnhof in Luxemburgplatz um.
Seit dem 13. August 1961 trennte die Berliner Mauer auch die sektorengrenzüberschreitende U-Bahn-Linie zwischen Pankow und Ruhleben. Seitdem fuhren die Züge der Linie A im Westen nicht mehr bis zum Zoo, nach Ruhleben oder nach Dahlem, sondern nur noch bis zum Ost-Berliner U-Bahnhof Thälmannplatz.
In den 1960er Jahren erhielt der Bahnhof eine neue Gestaltung. Ganzflächig gelbe, großformatige Fliesen wie beispielsweise auch an den Bahnhöfen Senefelderplatz oder Spittelmarkt zierten nun die Hintergleiswände. Der Stationsname war in weißen Lettern auf schwarzen Grund erkennbar. 1972 errichteten die Berliner Verkehrsbetriebe hinter dem Bahnhof, abgetrennt von den eigentlichen Streckengleisen, eine eingleisige Kehranlage sowie eine Wartungsgrube, sodass dort eine kleine Betriebswerkstatt errichtet wurde. Betriebsintern erhielt sie den Namen Bw Lu. Durch den Einbau dieser kleinen Werkstatt konnten die aufwendigen Überführungsfahrten der Kleinprofilzüge über die Großprofilstrecke der Linie E zur Betriebswerkstatt Friedrichsfelde zumindest eingeschränkt werden.
Am 1. Mai 1978 wurde der bisherige Stationsname Luxemburgplatz in Rosa-Luxemburg-Platz geändert. Der Name des angrenzenden Platzes enthielt bereits seit 1969 auch den Vornamen der Namensgeberin.
Seit 1987, dem Jahr des 750-jährigen Stadtjubiläum Berlins, schmückten zahlreiche DDR-Kunstwerke den Bahnhof.

### Nach 1990
Nach der politischen Wende und der deutschen Wiedervereinigung wurde zunächst die Rückbenennung des Bahnhofs diskutiert. Insbesondere konservative Politiker forderten eine Umbenennung zum ursprünglichen Namen Schönhauser Tor, konnten damit jedoch bei der Senatsverkehrsverwaltung keinen Anklang finden. Als Argument des Senats diente die schon sehr lange währende und der Bevölkerung eingeprägte Benennung.
Zunächst war allerdings eine Wiederherstellung der U-Bahn-Strecke zwischen Ruhleben und Pankow vonnöten. Insgesamt 215 Millionen DM (kaufkraftbereinigt in heutiger Währung: rund 193 Millionen Euro) investierten Land, Bund und Europäische Union in die Rekonstruktion der Strecke zwischen den Bahnhöfen Wittenbergplatz und Mohrenstraße. Seit 13. November 1993 fahren die Züge wieder durchgängig zwischen Vinetastraße und Ruhleben unter der Bezeichnung U2 durch.
Nachdem die Züge eine direkte Verbindung zu einer Kleinprofilwerkstatt am Bahnhof Olympia-Stadion hatten, wurde die kleine Werkstatt hinter dem Bahnhof Rosa-Luxemburg-Platz nicht mehr gebraucht. Es folgte ihr Rückbau, ein Kehrgleis für aussetzende Züge wurde allerdings belassen.
Dennoch wartet der Bahnhof bis heute auf seine Grundsanierung. Die Eingangsportale wurden bereits in den 1990er Jahren erneuert. Da der Bahnhof seit Februar 2023 einen Aufzug zum Betreten des Bahnsteigs besitzt, ist er barrierefrei.

## Anbindung
| Linie | Verlauf |
| ----- | --- |
|       | Pankow – Vinetastraße – Schönhauser Allee – Eberswalder Straße – Senefelderplatz – Rosa-Luxemburg-Platz – Alexanderplatz – Klosterstraße – Märkisches Museum – Spittelmarkt – Hausvogteiplatz – Stadtmitte – Mohrenstraße – Potsdamer Platz – Mendelssohn-Bartholdy-Park – Gleisdreieck – Bülowstraße – Nollendorfplatz – Wittenbergplatz – Zoologischer Garten – Ernst-Reuter-Platz – Deutsche Oper – Bismarckstraße – Sophie-Charlotte-Platz – Kaiserdamm – Theodor-Heuss-Platz – Neu-Westend – Olympia-Stadion – Ruhleben |

Am U-Bahnhof bestehen Umsteigemöglichkeiten von der Linie U2 zur Straßenbahnlinie M8 sowie zur Omnibuslinie 142 der Berliner Verkehrsbetriebe.